# París Tombuctú
Pour plus de détails, voir Fiche technique et Distribution.
París Tombuctú est un film espagnol réalisé par Luis García Berlanga, sorti en 1999.

## Synopsis
Michel des Assantes est chirurgien esthétique à Paris mais n'arrive pas à se satisfaire de sa vie, se sentant étranger à sa famille et méprisant ses amis. Il décide soudainement d'acheter un vélo et de rouler de Paris à Tombouctou.

## Fiche technique
- Titre : París Tombuctú
- Réalisation : Luis García Berlanga
- Scénario : Jorge Berlanga, Javier G. Amezúa, Luis García Berlanga et Antonio Gómez Rufo
- Musique : Bernardo Fuster et Luis Mendo
- Photographie : Hans Burmann
- Montage : Iván Aledo
- Production : Rafael Díaz-Salgado, Pepe Ferrándiz, Jordi García Candau et José Luis Olaizola
- Société de production : Anola Films, Calabuch Films et Freedonia
- Pays :  Espagne
- Genre : Comédie dramatique
- Durée : 113 minutes
- Dates de sortie : 
  -  Espagne : 10 septembre 1999

## Distribution
- Michel Piccoli : Michel des Assantes
- Concha Velasco : Trini
- Amparo Soler Leal : Encarna
- Juan Diego : Boronat
- Eusebio Lázaro : Vicente
- Javier Gurruchaga : Gaby
- Santiago Segura : El Cura
- Fedra Lorente : Benilde
- Antonio Resines : le cycliste
- Guillermo Montesinos : Planas
- Cristina Collado : La Alcaldesa
- Alexis Valdés : Dam
- Manuel Alexandre : Sento
- Joaquín Climent : Planelles
- Mapi Galán : la femme de Michel des Assantes
- Josu Ormaetxe : M. Peñarrocha
- José Sancho : Artemio
- Vivi Alba : Azafata
- Pilar Punzano : Zou Zou
- Silvia Ramírez : Andrea
- Jacobo Royo : l'agent Minguez
- Rosanna Yanni : Madame Suzy

## Distinctions
Le film a remporté le prix Goya du meilleur acteur dans un second rôle pour Juan Diego.